# Загадките на Силвестър и Туити
„Загадките на Силвестър и Туити“ (на английски: The Sylvester and Tweety Mysteries) е американски анимационен сериал, излъчван от 1995 г. до 2000 г. по Kids' WB и после върви отново по Картун Нетуърк. В него участват героите на „Шантави рисунки“ – котаракът Силвестър и канарчето Туити, заедно с тяхната собственичка Баба и мастифа (често бъркан с булдог) Хектор (който се появява в две филмчета от 1952 г. заедно с Туити, Силвестър и Баба, но в сериала дизайнът му е подобен на този на Марк Антоний), които решават загадки, дори със Силвестър, който все още се опитва да изяде Туити по средата на разрешаването на всеки случай, но Хектор действа като бодигард на канарчето и дори пребива Силвестър (обикновено на тъмно или извън кадър). Целият първи сезон е посветен на Фриц Фреленг, който умира няколко месеца преди премиерата му. За него е характерно, че всичките му 13 епизода са единични, за разлика от тези в останалите сезони, които са с по два случая. Също така сериалът успешно успява да улови духа на оригиналните филмчета.
Други герои от „Шантави рисунки“, които се появяват в сериала, са Елмър Фъд, Йосемити Сам, Госамър, Хюби и Бърти, Вещицата Хейзъл, Тазманийския дявол, Хипъти Хопър, Дафи Дък, Мичиган Джей Фрог, Пепе Льо Пю, Граф Левкоцит, Спийди Гонзалес, Бийки, Котешката стъпчица, Дъки Уийз, Роки и Мъгси, Марвин Марсианецът и Кул Кет, който се появява във всички епизоди под различна форма и дори в един епизод Туити коментира изненадващата му поява: „Разбирате, че трябваше да го включим във филмчето.“
Сериалът е номиниран многократно за награда Еми в категориите за анимация. Актрисата Джун Форей печели награда Ани за ролята си на Баба. Последният епизод никога не е излъчен по Kids' WB, но е излъчен по Cartoon Network през 2002 г.
През 2021 г. Warner Bros. Animation съобщава, че сериалът „Мистериите на Туити“ влиза в продуция.

## Актьорски състав
- Джо Аласки – Силвестър и Туити и др.
- Джун Форей – Баба и др.
- Франк Уелкър – Хектор мастифа и др.

## Издания на DVD
На 9 септември 2008 г. Warner Home Video пусна Първи сезон (The Complete First Season) на „Загадките на Силвестър и Туити“ на DVD в Регион 1 за първи път. Това издание идва точно 13 години след премиерата на сериала.
| Име на DVD                              | Брой епизоди | Дата на издаване    |
| --------------------------------------- | ------------ | ------------------- |
| Първи сезон (The Complete First Season) | 13           | 9 септември 2008 г. |

## „Загадките на Силвестър и Туити“ в България
„Загадките на Силвестър и Туити“ се излъчва в България от 2007 г. по Канал 1, всяка събота обикновено от 07:35 и в неделя най-често от 07:10 (с някои изключения, заради празници например), по два епизода един след друг и е с български дублаж. Ролите се озвучават от артистите Ася Братанова, Вера Методиева, Николай Николов и Стефан Сърчаджиев-Съра. Излъчени са почти всички епизоди на сериала, като за последно е пусната серията на 2 юни. След нея има още няколко епизода, които попълват петия и последен сезон, но той не е пуснат по Канал 1.
На 3 септември сериалът започва повторно излъчване, като част от детската програма на Диема Фемили, всеки делничен ден от 13:55 през първите две седмици, а от третата в 14:20 и с повторение късно вечерта, а също и в събота и неделя сутринта. Тук, за разлика от Канал 1, вместо Стефан Сърчаджиев-Съра, гласът, който обявява началото и края на всеки епизод, е на Николай Николов, с цел да се елиминират думите „Българската национална телевизия представя“. На 7 ноември започва да върви премиерно последният пети сезон и завършва на 13 ноември. На 8 юли 2008 г. започва ново излъчване, всеки делничен ден от 15:50 и завършва същата година. Тук целият български екип е сменен и дублажът е на студио Медиа Линк. Ролите се озвучават от артистите Цветослава Симеонова, Елисавета Господинова, Петър Чернев и Станислав Димитров.
Също така отделни епизоди от сериала са излъчвани и по Нова телевизия, като част от „Голямото анимационно шоу на Уорнър“, от 29 декември 2007 г. и в началото на януари 2008 г.
На 23 януари 2014 г. започва по Super7, всеки делник от 19:25 с повторение от 16:30, а от 28 януари и от 12:45. Дублажът е записан наново. Ролите се озвучават от артистите Живка Донева, Мина Костова, Здравко Методиев, Константин Каракостов и Стефан Димитриев.

## Песничка
Българският вариант на песента в почването на първи до четвърти сезон гласи:
| „ | Когато има престъпление или беда, които никой не може да разреши, на помощ идват веднага „Загадките на Силвестър и Туити“. И независимо дали е ден или е нощ, дали навън е слънчево или вали, те някак успяват да се справят – „Загадките на Силвестър и Туити“! Ако има пълнолуние и стара къща със стълби прогнили – (Туити пее) Огледайте се около вас! – (Силвестър пее) Ние веднага сме се появили!… Някой ден, това канарче ще изям и щастие ще ме обземе! – (Туити пее) Тогава с Хектор ще имаш проблеми! – Мисии забавни и страховити! Все на различни места, те са врагове упорити. „Загадките на Силвестър и Туити“! | “ |

Само във втори, трети и четвърти епизод към края се пее Все на различни места, вкъщи и по света, те са врагове упорити.
Заради смяната на екипа в пети сезон, българският вариант гласи:
| „ | Щом стане престъпление или беда, които никой не разкрива, те втурват се като стрела – „Загадките на Силвестър и Туити“. Все едно денем или нощем, дори изпаднали в опасност, те винаги ще стигнат до разкриването на „Загадките на Силвестър и Туити“! Огрее ли пълната луна къщата с тропливи стълби то… – (Туити пее) Просто се огледайте! – (Силвестър пее) Нищо чудно да сме там!… Все някой ден ще схрускам проклетото канарче и тогава ще съм честит! – (Туити пее) Но Хектор иска да сме бдителни! – „Загадките на Силвестър и Туити“! Гонитбата продължава с всяко ново разследване по цял свят! А двамата са вечните противници. „Загадките на Силвестър и Туити“! | “ |

В наново записания дублаж на сериала, третият вариант звучи по следния начин:
| „ | Попаднеш ли в беда голяма, а изход оттам не виждаш ти, ще дойде мигом мила дама. Силвестър и туити са тук до три. Посред бял ден или в мрачна тъма, крадецо, бързо ти поспри. За тях тайни просто няма. Това са „Загадките на Силвестър и Туити“! Представете си пълнолуние или къща с двор голям. – (Туити пее) Огледайте се внимателно! – (Туити пее) Защото ние вече сме там! Някой ден това канарче ще изям и на велико щастие ще се отдам! – (Туити пее) Хектор хубавичко ще те подреди! – „Загадките на Силвестър и Туити“! Преследване ни очаква в мисия нова, а декорът често се мени. Между тях ври свада вечна в „Загадките на Силвестър и Туити“! | “ |

## Любопитно
- В епизода с участието на Алфред Хичкок, с първо излъчване в България на 12 май 2007 г., на финалните надписи, се съобщава „Гледахте епизод от Приключенията на Силвестър и Туити.“, а не от „Загадките на Силвестър и Туити“, както се съобщава винаги. След тази серия, във всяка следваща след нея се казва „Приключенията“, а не „Загадките“, както всъщност трябва да е. Това трае до епизода, излъчен на 19 май, в който пак се казва „Загадките“ и в епизодите след него също. Епизодите, в които се казва „Приключенията“ наброяват четири. В дублажа на Диема Фемили, където аудиото в началото и края на всеки епизод е записано наново, винаги се съобщава „Загадките“.
- Според началото на епизода „Бягащият с бикове“, номерът на Баба, изписан на стената в тоалетната на музея, е 555-0199.
- Колата на Баба е Нешвил Кабриолет.